# گولین‌بورستی

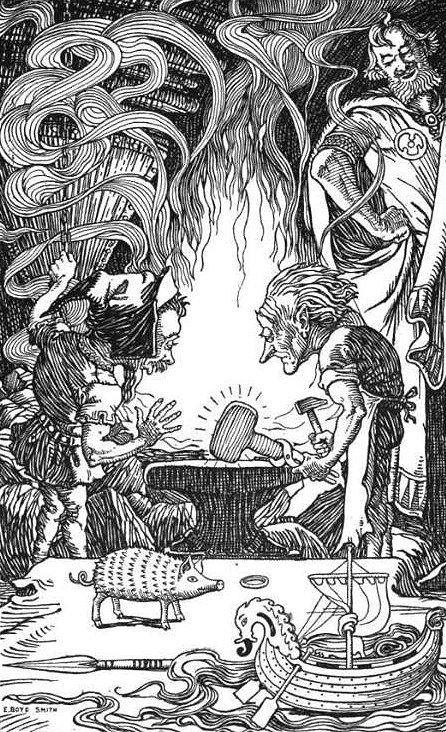
سومین گنجینه - چکش عظیم (۱۹۰۲) اثر المر بوید اسمیث

گولین‌بورستی (به انگلیسی: Gullinbursti) (به معنی مو طلایی) عنوان گرازی در اساطیر اسکاندیناوی است. هنگامی که لوکی موهای زرین  سیف، کشتی فریر اسکیدبلادنیر و نیزهٔ اودین گونگنیر، که توسط پسران ایوالدی ساخته شده بودند را بدست آورد با آن‌ها شرط بست که دیگر هرگز قادر به ساخت وسیله‌ای با کیفیت قبل نخواهند بود. اما دو برادر دورف به نام‌های «بروک و ایتری»، توسط پوست گراز و طلا، برای فریر گرازی از طلا ساختند که دارای ویژگی‌های منحصر به فردی بود. موهای رخشان یال او، که تیره‌ترین شب‌ها را روشن می‌سازد، و شتاب او در رفتن که اسبی بادپا را در پی می‌نهد، از آن نماد خورشید، مسافر آسمان و ژرفای زمین را پدید می‌آورد. بسیاری از سلحشوران برای محافظت و نماد شانس‌بیار، کلاه‌خود و سپرهایی با خود حمل می‌کردند، که با تصویر گراز طلایی گولین‌بورستی تزیین شده بود. بر شمشیری از یافته‌های حدود سده هفتم از اوسه تصویر چندین گراز نقش بسته است و اینطور به نظر می‌رسد که در گذشته تصویر و تندیس گراز فریر پدید آورنده نیک فرجامی و حمایت در نبرد از جانب فریر و چنین تصویری از سوی دیگر شاید نماد اودین بود.
داستان خلق گولین‌بورستی در قسمت‌هایی از اسکالدزکاپارمال، دومین بخش از مجموعه متون ادای منثور اثر اسنوری استورلوسون مرتبط است.